# Harald Maier
Harald Maier (* 17. November 1960 in Judendorf) ist ein ehemaliger österreichischer Radrennfahrer, der von 1982 bis 1994 Profi war. Er wurde Fünfter bei den UCI-Straßen-Weltmeisterschaften 1985 im Straßenrennen. 1982, 1984 und 1992 nahm er an der Tour de France teil. Der 50. Platz 1992 war sein bestes Ergebnis im Gesamtklassement.
Maier bestritt die heimische Österreich-Rundfahrt fünfmal. Sein bestes Ergebnis in der Gesamteinzelwertung war der dritte Platz 1981 beim Sieg von Gerhard Zadrobilek.

## Erfolge
1979
- Gesamtwertung Niederösterreich-Rundfahrt

1981
- eine Etappe Österreich-Rundfahrt
- eine Etappe Rheinland-Pfalz-Rundfahrt

1985
- Gesamtwertung und eine Etappe Giro del Trentino

1986 
- GP Industria & Commercio di Prato

1990
- eine Etappe Österreich-Rundfahrt

1991
- eine Etappe Vuelta a los Valles Mineros

1992
- eine Etappe Baskenlandrundfahrt

## Teams
- 1982  Puch-Eorotex
- 1983  Eorotex-Magniflex
- 1984  Europ Decor-Boule d’Or
- 1985  Gis Gelati
- 1986  Ehlinger
- 1986  Supermercati Brianzoli-Allegro
- 1987  Paini-Bottecchia
- 1988  Gis Gelati-Ecoflam-Jolly
- 1990  PDM-Concorde-Ultima
- 1991  PDM-Concorde-Ultima
- 1992  PDM-Ultima-Concorde
- 1993  Festina-Lotus
- 1994  Festina-Lotus